# Montanus de Phrygie
Montan ou Montanus de Phrygie était une personnalité du christianisme ancien du IIe siècle, fondateur d'un courant spirituel, prophétique et eschatologique connu de ses contemporains sous le nom de « christianisme phrygien », se présentant comme la « Nouvelle Prophétie » et qui est passé à la postérité sous le nom de « montanisme », donné par ses détracteurs.

## Biographie
La biographie de Montanus est fragmentaire et connue essentiellement à travers ses opposants.
L'année de sa naissance, comme celle de sa mort, est inconnue. Montanus est peut-être originaire d'Ardahau, village phrygien non identifié de Mysie, où il commence ses prophéties. Selon les sources, le début de son activité prophétique prend place vers 157, suivant Épiphane, ou vers 171, suivant Eusèbe de Césarée qui raconte que le mouvement de Montanus s'est répandu à partir de 177. Il semble néanmoins que le mouvement était déjà présent à Rome au début des années 170
et un évêque de Rome — peut-être Éleuthère — semble avoir accueilli favorablement la Nouvelle Prophétie.
Montanus est présenté comme un néophyte, peut-être prêtre du culte de Cybèle, fort répandu en Phrygie ; mais il est vraisemblable que ces affirmations soient destinées à le dévaloriser. Après sa conversion au christianisme, il se présente dans un prophétisme extatique comme l'« organe du Paraclet », voire selon ses détracteurs, prétend être le Paraclet lui-même. Il annonce l'arrivée d'un âge de l'Esprit et l'imminence de la fin des temps.
Le nom de Montanus est étroitement associé à deux prophétesses, Priscilla (parfois Prisca ou Quintilla) et Maximilla, qui vaticinent avec lui en état de transe. Montanus est présenté comme enseignant et comme doué d'un charisme paulinien de l'administration. Ses propos extatiques, qui évoquent une possible glossolalie, annoncent notamment l'arrivée de la Nouvelle Jérusalem qui doit descendre du ciel près des villes de Pépuze - les montanistes seront parfois appelés « pépuziens » - et de Tymion, des lieux dont la localisation est difficile mais qui seront les villes sacrées des disciples de Montanus pour les siècles suivants.
Les récits de certains hérésiologues le font mourir de mort violente, prétendant qu'il se pend à l'instar de Judas, mais cette rumeur est déjà considérée comme douteuse, de l'aveu même d'anti-montanistes. D'après Épiphane, au début du Ve siècle, les disciples de Montanus sont encore nombreux  dans la partie orientale de l'Empire romain, particulièrementen Phrygie, en Galatie, en Cappadoce, en Cilicie.  On rencontre également des montanistes à Constantinople.

## Doctrine
La « Nouvelle Prophétie » est un mouvement chrétien charismatique inspiré, insistant sur l'exaltation des dons de l'Esprit à l'instar des premières communautés chrétiennes ainsi que le rapportent les Actes des Apôtres ou les Épîtres de Paul : la révélation se continue par l'action de l'Esprit saint à travers les inspirés. Marqué par le christianisme johannique - duquel il reprend la notion de Paraclet dont Montanus se dit l'intercesseur -  il s'inscrit dans une dimension fortement eschatologique, nommément millénariste, qui tient la fin des temps pour imminente. Celle-ci implique une préparation morale draconienne qui suscite un grand rigorisme, circonspect avec le mariage, valorisant l'extase et la souffrance physique, recherchant ouvertement le martyre et multipliant les jeûnes. La place des femmes semble avoir été importante - ainsi qu'en témoigne l'importance des deux prophétesses accompagnant Montanus - probablement caractéristique du christianisme asiate, suivant la reconnaissance paulinienne de l'autorité des femmes inspirées, par ailleurs quartodéciman. Il existe des attestations épigraphiques de la présence de femmes à la tête de communautés « cataphrygiennes » au moins jusqu'à la fin du IVe siècle.
Dans ses débuts, le mouvement ne semble pas s'opposer à une hiérarchie ecclésiale en voie de formation : les chrétiens disciples de Montanus ne se ressentent pas comme séparés d'avec une majorité qui ne se décrira comme catholique (universelle) qu'à partir du IIIe siècle. C'est progressivement qu'il rejettera le contrôle et l'autorité des chefs de communautés établis à une époque où le monarchisme épiscopal commence à émerger. Si le mouvement a ses contradicteurs et ses détracteurs que notamment l'exaltation de ses adeptes inquiètent, il a également ses partisans, comme Éleuthère, Irénée de Lyon ou Tertullien. Le montanisme poursuivra son développement essentiellement en Orient avec des choix dogmatiques qui l'amèneront progressivement à adopter des vues hétérodoxes concernant le trinitarisme et à se doter de ses propres ministères au cours du IIIe siècle.